# Сен-Мартен-де-Гюрсон
Сен-Марте́н-де-Гюрсо́н (фр. Saint-Martin-de-Gurson) — коммуна во Франции, находится в регионе Аквитания. Департамент — Дордонь. Входит в состав кантона Пеи-де-Монтень и Гюрсон. Округ коммуны — Бержерак.
Код INSEE коммуны — 24454.

## География
Коммуна расположена приблизительно в 470 км к югу от Парижа, в 60 км восточнее Бордо, в 55 км к юго-западу от Перигё.
На юге коммуны протекает река Лидуар.

### Климат
Климат умеренный океанический со средним уровнем осадков, которые выпадают преимущественно зимой. Лето здесь долгое и тёплое, однако также довольно влажное, здесь не бывает регулярных периодов летней засухи. Средняя температура января — 5 °C, июля — 18 °C. Изредка вследствие стечения неблагоприятных погодных условий может наблюдаться непродолжительная засуха или случаются поздние заморозки. Климат меняется очень часто, как в течение сезона, так и год от года.

## Население
Население коммуны на 2010 год составляло 606 человек.
| 1962 | 1968 | 1975 | 1982 | 1990 | 1999 | 2010 |
| ---- | ---- | ---- | ---- | ---- | ---- | ---- |
| 604  | 537  | 480  | 526  | 559  | 555  | 606  |

## Администрация
| Период | Период | Фамилия        | Партия       | Примечания |
| ------ | ------ | -------------- | ------------ | ---------- |
| 2001   | 2008   | Мишель Боссамо |              |            |
| 2008   | 2020   | Бернар Гуайе   | беспартийный | пенсионер  |

## Экономика
В 2010 году среди 400 человек трудоспособного возраста (15—64 лет) 300 были экономически активными, 100 — неактивными (показатель активности — 75,0 %, в 1999 году было 68,2 %). Из 300 активных жителей работали 256 человек (143 мужчины и 113 женщин), безработных было 44 (17 мужчин и 27 женщин). Среди 100 неактивных 23 человека были учениками или студентами, 32 — пенсионерами, 45 были неактивными по другим причинам.

## Достопримечательности
- Церковь Св. Мартина (XII век). Исторический памятник с 1912 года[5]

## Фотогалерея

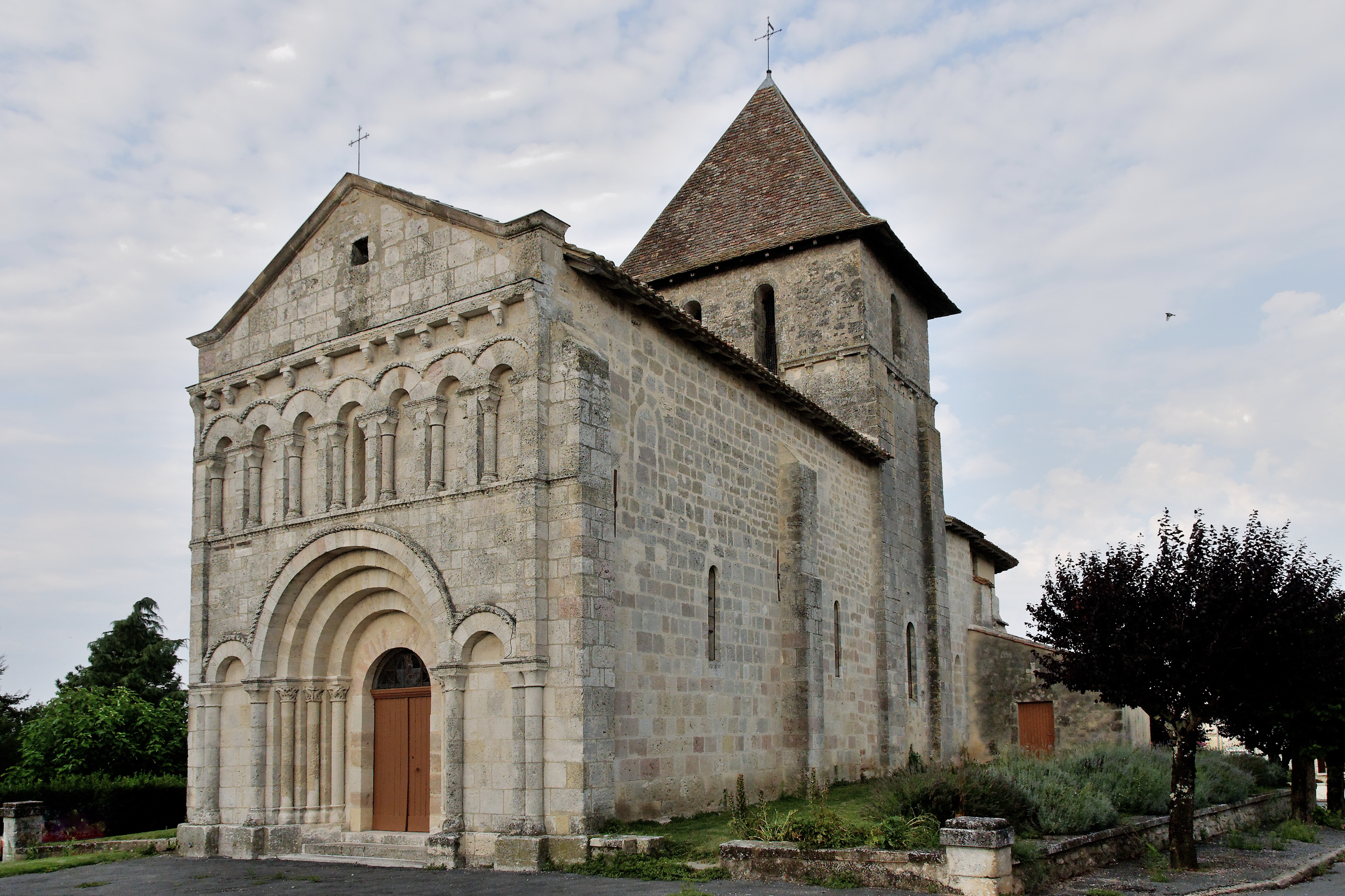
Церковь Св. Мартина
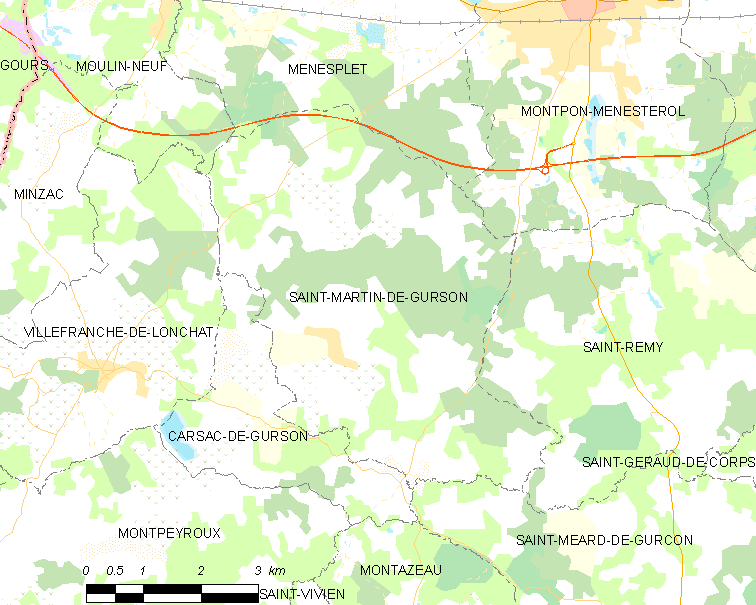
Карта коммуны